# فرانك كينغسلي نوريس
فرانك كينغسلي نوريس (بالإنجليزية: Frank Kingsley Norris)‏ هو طبيب وضابط أسترالي، ولد في 25 يونيو 1893 في Lilydale, Victoria ‏ في أستراليا، وتوفي في 1 مايو 1984 في Camberwell, Victoria ‏ في أستراليا.